# Antonio Ambrosini
Antonio Ambrosini (Favara, 10 settembre 1888 – Roma, 15 agosto 1983) è stato un giurista italiano.

## Biografia
Nacque a Favara (AG) il 10 settembre 1888 da Giovanni Battista e Carmela Lentini, con altri 6 figli; tre di loro, Gaspare, Alessandro e Vittorio, affermati anch’essi.

### Studi giovanili
Si laureò in Giurisprudenza presso l'Università degli Studi di Palermo, indi si dedicò allo studio del diritto civile e nel 1916 ottenne la libera docenza. In seguito tenne alcuni corsi in materia, da lui organizzati, presso la facoltà giuridica dell'università di Palermo. Durante il suo soggiorno palermitano spostò i suoi studi verso i rapporti giuridici nella navigazione aerea e successivamente verso il diritto internazionale. Per arricchire la sua preparazione, spesso si metteva a studiare i vari istituti giuridici.

### Studi e proposte giuridiche
La sua prima proposta avvenne nel 1919 e riguardò la facoltà palermitana. Egli voleva infatti l'istituzione di una cattedra di diritto aeronautico. La sua proposta non fu accolta, ma nonostante ciò, insieme al romanista Salvatore Riccobono, riuscì a organizzare un corso in materia. Si interessò anche degli aspetti più importanti che riguardavano la disciplina internazionale di navigazione approvata durante la Convenzione internazionale per la navigazione aerea di Parigi del 1919, al fine di modificarla attraverso l'integrazione di nuove norme. In particolare si soffermò sull'istituzione dei danni per i passeggeri, il personale di volo e le merci trasportate. Molte di queste sue proposte furono presentate da lui stesso durante alcuni interventi presso il CITEJA, una commissione internazionale di esperti giuridici, fondato nel 1925, che insieme alla CINA, commissione internazionale di navigazione aerea, formò le sedi principali per la navigazione aerea. Si occupò anche della definizione giuridica dell'aeromobile, della disciplina del brevetto aeronautico e del certificato di navigabilità; queste ultime due vennero proposte nel febbraio 1931, all'organo della Cina, che le accolse. Le altre proposte vennero poi accolte dalla Conferenza internazionale di Varsavia, dell'ottobre 1929 e dalla Conferenza internazionale di Roma, del maggio 1933, divenendo poi i fulcri principali della disciplina internazionale della responsabilità aerea.

### Carriera universitaria
La sua carriera universitaria ebbe inizio nel 1922, dopo aver vinto il concorso di cattedra della facoltà di diritto civile dell'Università degli Studi di Camerino. Due anni dopo ne diventò il rettore, insegnandone anche diritto commerciale. Durante questo periodo, fondò la rivista Il Diritto aeronautico che nel 1932 assunse il definitivo titolo di Rivista di diritto aeronautico. Nel 1926 lasciò Camerino per trasferirsi a Perugia presso l'Università degli Studi locale, dove accettò la medesima cattedra della facoltà. Dopo lo svolgimento di alcuni corsi, presso la Scuola di Ingegneria Aerospaziale di Roma, tra il 1927 e il 1930, nel 1933 venne chiamato ad occupare, nella stessa scuola, la cattedra di diritto e legislazione aeronautica, appena fondata. Iniziò ufficialmente il suo mandato a partire dal 1º novembre. Nel 1944 venne nominato preside della scuola. Terminò la sua carriera universitaria nel 1963.

### Soggiorno a Buenos Aires
Dopo la prevalenza della tesi - opposta alla sua e di Antonio Scialoja - che portò all'adozione del codice della navigazione, a partire dal 1947 si trasferì a Buenos Aires, dove tenne alcune lezioni presso l'Instituto de derecho aeronáutico de la Nación. Durante questo periodo, collaborò per la redazione del codice aeronautico argentino, che entrò in vigore nel 1950 e scrisse numerosi saggi per alcune riviste giuridiche argentine e brasiliane. Nel 1953, lasciò l'Argentina per tornare in Italia, dove si mise a disposizione del governo, in rappresentanza di alcune riunioni, come la Convenzione di Strasburgo, del maggio 1953 e quella de L'Aia.

### Altri incarichi
Nel 1923 fu uno dei membri della commissione di esperti che elaborò il primo testo organico di norme sulla navigazione aerea. Nel 1939 fu nominato all'interno del consiglio di amministrazione del LATI.
Morì a Roma il 15 agosto 1983.

## Opere[8]
- Istituzioni di diritto aeronautico
- Pubblicità della proprietà e dei diritti reali sugli aeromobili
- Corso di diritto aeronautico: Introduzione, l'atmosfera e la navigazione aerea, impianti a terra necessari alla navigazione aerea, Volume 1
- In tema di responsabilità aeronautica: discorso per l'inaugurazione dell'anno accademico 1927-28 della R. Università di Perugia
- La nuova convenzione de Roma 1952 sui danni ai terzi alla superficie causati da aeromobili.
- Diritto aeronautico: Parte generale
- L'ipoteca aeronautica
- Classificazione delle aeromobili: secondo la Convenzione di Parigi del 1919 e il progetto di legge italiano sulla navigazione aerea
- Corso di diritto aeronautico: libro 3. L'aeromobile e la sua disciplina giuridica
- Responsabilità aeronautica (caratteristiche fondamentali)